# 范德比爾特 (內華達州)
范德比爾特（英語：Vanderbilt）是位於美國內華達州尤里卡縣的鬼鎮。

## 歷史
范德比爾特的郵局於1871年設立，其後於1973年停運。

## 地理
范德比爾特所處的海拔為高於海平面2247米（即7372英呎），而該地所採用的時區為UTC-8，即太平洋时区（PST）。同時該地設有夏令時間，為UTC-8調快一小時，即UTC-7（PDT）。